# ادیت اندیو (نیومکزیکو)
ادیت اندیو (به انگلیسی: Edith Endave) یک منطقهٔ مسکونی در ایالات متحده آمریکا است که در شهرستان برنالیو، نیومکزیکو واقع شده‌است. ادیت اندیو ۴٫۰ کیلومتر مربع مساحت و ۲۱۱ نفر جمعیت دارد و ۱٬۵۲۸٫۵۹ متر بالاتر از سطح دریا واقع شده‌است.